# Monachosorum kweichowense
Monachosorum kweichowense là một loài dương xỉ trong họ Dennstaedtiaceae. Loài này được Ching mô tả khoa học đầu tiên năm 1949.
Danh pháp khoa học của loài này chưa được làm sáng tỏ. 